# 大科爾尼耶峰
46°03′08″N 7°36′42″E / 46.05222°N 7.61167°E

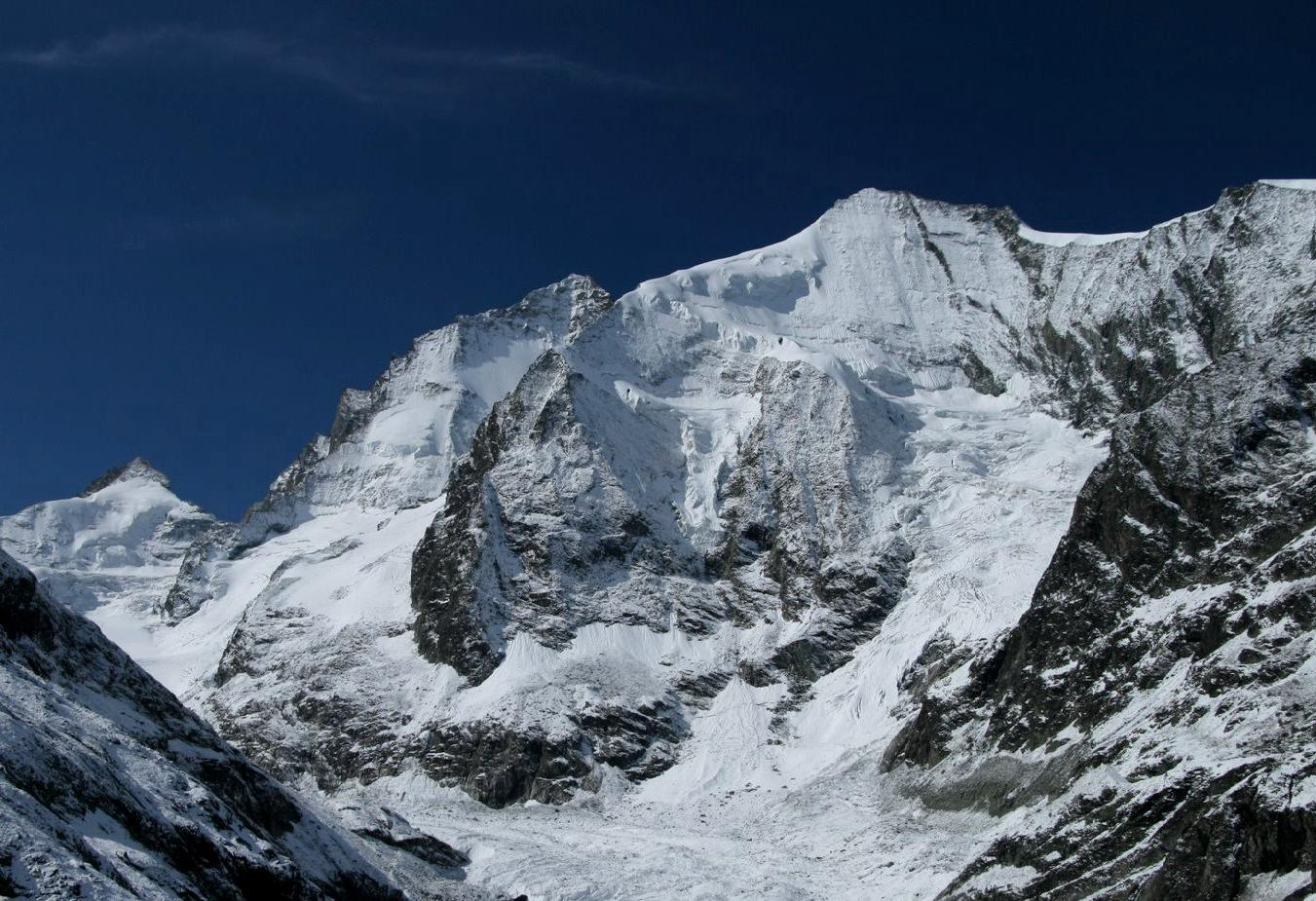

大科爾尼耶峰（Grand Cornier），是瑞士的山峰，位於該國南部，由瓦萊州負責管轄，屬於本寧阿爾卑斯山脈的一部分，海拔高度3,962米，人類在1865年6月16日首次登上該山峰。